# Burnside (Wisconsin)
Burnside es un pueblo ubicado en el condado de Trempealeau en el estado estadounidense de Wisconsin. En el Censo de 2010 tenía una población de 511 habitantes y una densidad poblacional de 5,63 personas por km².

## Geografía
Burnside se encuentra ubicado en las coordenadas 44°23′9″N 91°28′11″O / 44.38583, -91.46972. Según la Oficina del Censo de los Estados Unidos, Burnside tiene una superficie total de 90.76 km², de la cual 90.64 km² corresponden a tierra firme y (0.13%) 0.12 km² es agua.

## Demografía
Según el censo de 2010, había 511 personas residiendo en Burnside. La densidad de población era de 5,63 hab./km². De los 511 habitantes, Burnside estaba compuesto por el 94.52% blancos, el 0% eran afroamericanos, el 0.2% eran amerindios, el 0% eran asiáticos, el 0% eran isleños del Pacífico, el 4.5% eran de otras razas y el 0.78% pertenecían a dos o más razas. Del total de la población el 4.7% eran hispanos o latinos de cualquier raza.